# Вилар, Антониу
Анто́ниу Вила́р (порт. António Vilar; 31 октября 1912, Лиссабон — 16 августа 1995, Мадрид) — португальский актёр, продюсер.

## Биография
В молодости работал газетчиком. Позже увлёкся кинематографом, был гримёром, звукооператором, художником-постановщиком и помощником режиссера.
Дебютировал как актёр в 1931 году в португальском фильме «Севера». Снялся в 51 кинофильме.
Кинокарьера в качестве ведущего характерного актёра развилась в Португалии и Испании в 1940-х годах. С успехом снимался не только на родине, но и в Испании, Франции и Италии.
Позже также продюсировал 3 фильма. Написал 1 сценарий.
Вышел на пенсию в 1981 году.

## Избранная фильмография
- A Severa (1931)
- Feitiço do Império (1940)
- Pão Nosso (1940)
- O Pátio das Cantigas (1942)
- Amor de Perdição (1943)
- Inês de Castro (1944)
- A Vizinha do Lado (1945)
- Camões (1946)
- La Mantilla de Beatriz (1946)
- Reina Santa (1947)
- Una Mujer Cualquiera (1949)
- Don Juan (1950)
- Alba de América (1951)
- El Redentor (1957)
- Muerte Al Amanecer (1959)
- Comando de Asessinos (1967)
- Disco Rojo (1973)
- Guarany (1948)
- Santo Disonore (1949)
- Il Padrone Delle Ferriere (1959)
- O Primo Basílio (1959)
- La Femme et le Pantin (1959)
- Шахерезада(1963)
- Estimado Señor Juez (1978)

## Память
- С 2004 года его именем названа улица в Лиссабоне.